# Láska není hračka
Láska není hračka (v anglickém originále Mad About the Toy) je 11. díl 30. řady (celkem 650.) amerického animovaného seriálu Simpsonovi. Scénář napsal Michael Price a díl režíroval Rob Oliver. V USA měl premiéru dne 6. ledna 2019 na stanici Fox Broadcasting Company a v Česku byl poprvé vysílán 15. dubna 2019 na stanici Prima Cool. Tento díl vyhrál Primetime Emmy Award za vynikající animovaný pořad – kratší než hodinový.

## Děj
Homer a Marge oslavují své výročí a děti má na hlídání děda Abraham. Marge poukazuje na to, že děda se musí vrátit do domova důchodců za hodinu, takže Marge s Homerem dělají všechny své aktivity co nejrychleji. Doma se Bart a Líza nudí, požádají dědu, aby si spolu zahráli hru. Bart najde v suterénu několik zelených plastových vojáčků, kvůli čemuž děda panikaří. Rodina jej vezme k lékaři, ale lékař není schopen zjistit důvod jeho paniky. Líza zjišťuje, že tvar plastových vojáčků připomíná dědu. Děda přiznává, že kdysi dostal nabídku, že bude předlohou pro vojáčky. Postupně děda sdělí, že mu společnost nezaplatila za fotografování, a rodina zjišťuje, že tohle je důvodem jeho paniky.
Děda ukončí rozhovor ve zpravodajství na Kanálu 6 a je převezen do sledovanějšího pořadu celostátní televize NBC. Děda se od Marge dozvídá, že si má přijet do New Yorku pro jeho výplatu. Rodina se tedy vypraví do New Yorku s ním. Děda se dozví, že nikdy nepodepsal smlouvu a nemá nárok na honorář a že z focení utekl kvůli tomu, že ho fotograf Philip políbil. Společnost byla nucena Philipa vyhodit. Děda má pak vidinu a rozhodne se navštívit fotografa. Uvědomí si, že mu možná zničil život.
V letadle Líza na internetu zjistí na, že fotograf Philip Hefflin žije v Texasu. Když se dostanou do Texasu, děda náhodou narazí na obchod s malbami v jeho armádním obleku. Poté spolu stráví čas a dokončí focení.
U Simpsonových doma figurky ožijí a tančí, když si Abe uvědomil, že se zachoval správně. Na zahradě si Bart, Milhouse a Nelson hrají s figurkami vojáků. Poté, co se Bart nudí, navrhne, aby rozpustili plastové vojáčky v mikrovlnné troubě. Při závěrečných titulcích se zobrazí několik fotografií Aba a Philipa.

## Přijetí
Tony Sokol z Den of Geek udělil dílu 3 body z 5: „Láska není hračka si hraje příliš na vnitřek a snaží se mít obojí. Stejně jako dědečkovy příběhy se vydává velmi oklikou, ale kromě Texasu a New Yorku nikam nevede. Děda má poslední slovo, ale stejně jako mnoho jeho nekonečných odboček je to příliš mnoho řečnění, ale málo básnění.“.
Dennis Perkins z The A.V. Clubu udělil epizodě hodnocení B+ a uvedl: „Je to riskantní – ne kvůli tomu, že se zabývá homosexualitou, ale kvůli tomu, že příběh svěřil do rukou dědy, vedlejší postavy, která se nejčastěji používá k rychlým výpadům proti reakčním kodérům, pro které byly vynalezeny zesměšňující internetové memy. Ale jen málokterá postava v Simpsonových v tuto chvíli existuje jen jako její výchozí stereotyp a seriál má za sebou delší historii, než je ta nejdelší, kdy se v tomto starém dědkovi našly ty správné špetky nevrlé lidskosti, díky nimž Láska není hračka funguje.“.
Láska není hračka dosáhla ratingu 0,9 s podílem 4 a sledovalo ji 2,33 milionu lidí, což z ní udělalo druhý nejsledovanější pořad večera na stanici Fox, hned po Griffinových.
Zástupce státu Texas Poncho Nevárez na Twitteru napsal: „Pokud vás někdy zajímalo, jak by vypadala Marfa ve světě Simpsonových. Tady to máte. Pěkný záběr na soudní budovu okresu Presidio spolu se snímky obrazovky Marfy, jak je vykreslena v epizodě.“.